# Àtica
|  | Per a altres significats, vegeu «Àtica (desambiguació)». |

L'Àtica (en grec: Αττική, Attikí o Περιφέρεια Αττικής, Periféria Attikís) és una perifèria o regió administrativa de Grècia. Comprén l'àrea metropolitana d'Atenes, el centre de la qual és la ciutat homònima, capital nacional i municipi més populós del país. La regió és coextensiva amb l'antiga prefectura d'Àtica de Grècia Central i comprèn una àrea geogràfica més gran que la de l'Àtica històrica.
Localitzada al límit sud-oest de la Grècia Central, la regió de l'Àtica ocupa vora els 3.804 quilòmetres quadrats. A més d'Atenes, també incorpora dins dels seus límits els municipis de Eleusis, Mègara, Lavreotikí, Marató, així com una petita part de la península del Peloponès i també les illes de Salamina, Egina, Anguistri, Poros, Hidra, Spetses, Citera i Anticitera. A data de 2021, més de 3.800.000 persones viuen a l'Àtica, dels quals més del 95% són habitants de l'àrea metropolitana d'Atenes. L'any 2019 la regió tenia un IDH del 0,912, el més alt del país.

## Geografia

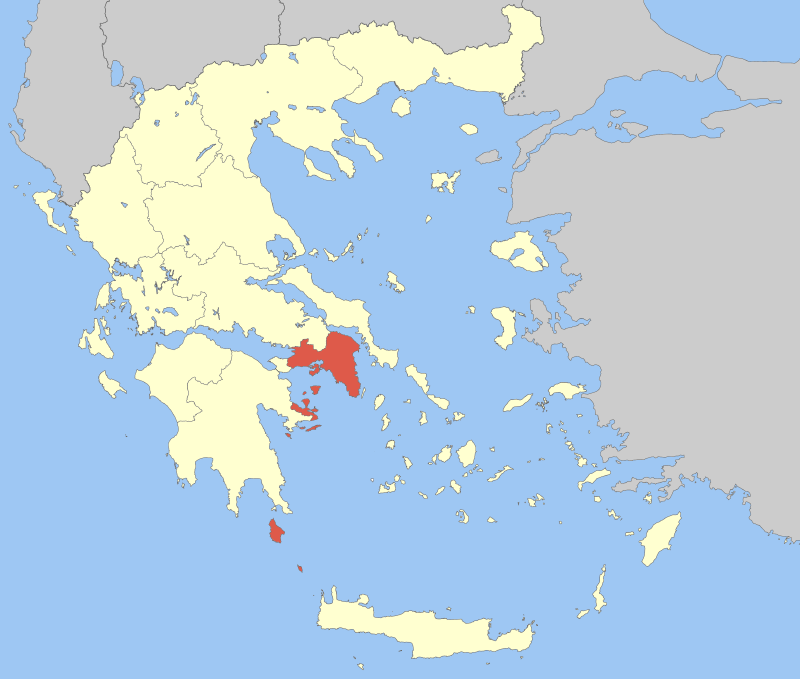
Perifèria de l'Àtica a Grècia

L'Àtica és una península de forma triangular i llarga, de 50 quilòmetres (km) a la seua banda nord-oest, que forma la seua base terrestre a les prolongacions de la Grècia Central i avança per la mar Egea fins al cap Súnion 60 km endins. A la part oriental limita amb la llarga illa d'Eubea, a la perifèria de Grècia Central.
Les muntanyes, prolongació de les serralades de la Grècia Central, divideixen la península de l'Àtica en les planes de Pedión, Mesogea i Thriasia. Aquestes terres, que ocupen una àrea de més de 1.000 km², no són molt elevades ni molt contínues i no dificulten el trànsit entre les diferents planes. El riu més llarg de la regió és el Kifissos, i el punt més alt és el mont Parnes, amb 1.413 metres d'altitud.

### Unitats perifèriques
| |           |          |          |
| \| Municipi \| Població \| Extensió \| Densitat \| \| -------------------- \| --------- \| -------- \| -------- \| \| Atenes Septentrional \| 601.163 \| 138,78 \| 4.315 \| \| Atenes Occidental \| 475.809 \| 66,77 \| 7.126 \| \| Atenes Central \| 1.002.212 \| 87,27 \| 11.796 \| \| Atenes Meridional \| 529.455 \| 70 \| 7.692 \| \| Àtica Oriental \| 516.549 \| 1.517 \| 332,02 \| \| El Pireu \| 443.196 \| 51 \| 8.905 \| \| Illes \| 74.651 \| 878,9 \| 84,93 \| \| Àtica Occidental \| 164.864 \| 1.002 \| 160,28 \| \| Total \| 3.814.064 \| 3.808 \| 995,92 \| |           |          |          |
| Municipi | Població  | Extensió | Densitat |
| Atenes Septentrional | 601.163   | 138,78   | 4.315    |
| Atenes Occidental | 475.809   | 66,77    | 7.126    |
| Atenes Central | 1.002.212 | 87,27    | 11.796   |
| Atenes Meridional | 529.455   | 70       | 7.692    |
| Àtica Oriental | 516.549   | 1.517    | 332,02   |
| El Pireu | 443.196   | 51       | 8.905    |
| Illes | 74.651    | 878,9    | 84,93    |
| Àtica Occidental | 164.864   | 1.002    | 160,28   |
| Total | 3.814.064 | 3.808    | 995,92   |

### Clima

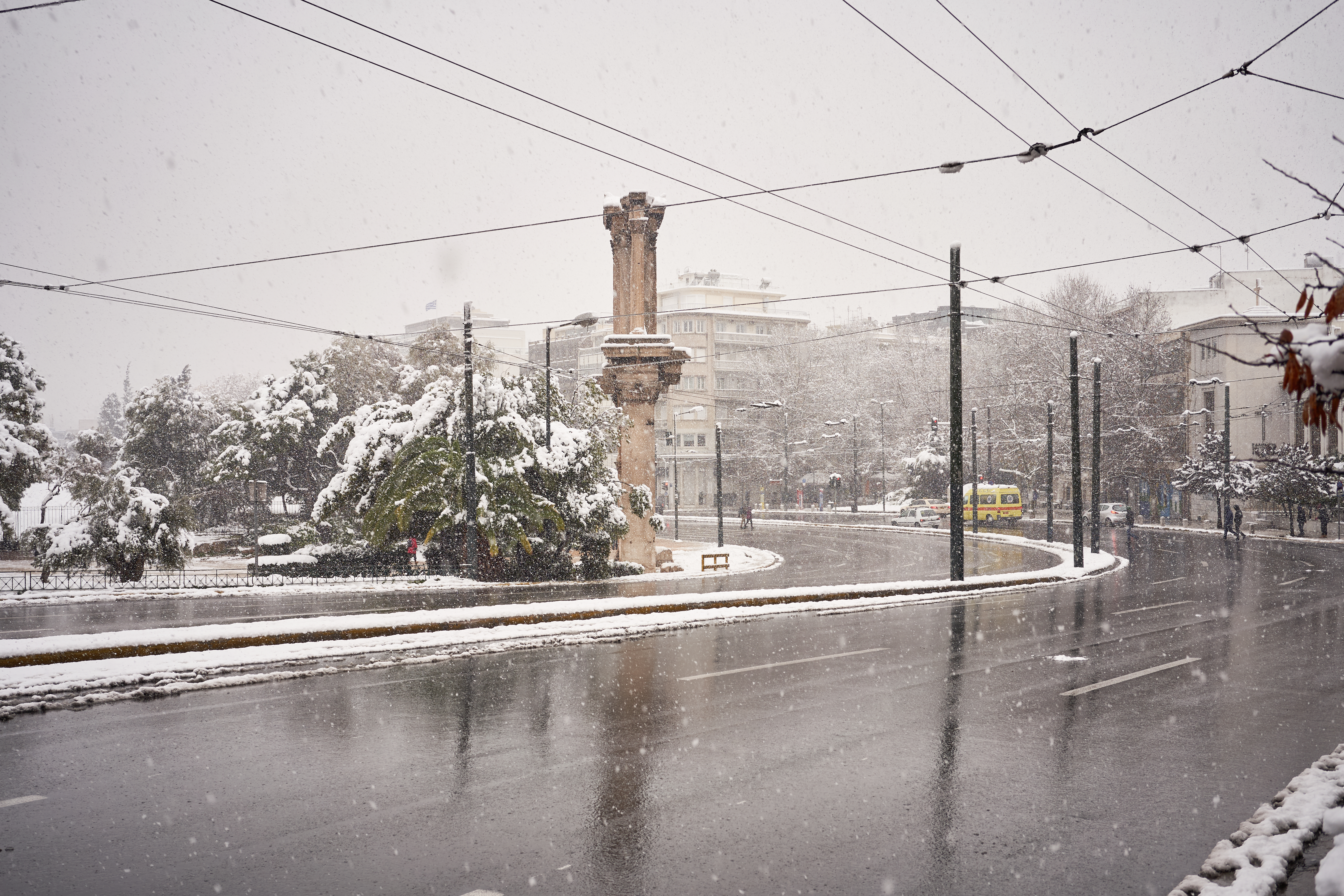
Neu a Atenes (2021)

És entre una zona de clima mediterrani i subtropical, amb estius càlids i secs en general i amb baixes precipitacions, per això a l'estiu hi ha freqüents onades de calor. S'hi ha registrat el rècord de temperatura assolida a Europa, amb 48 °C el 1977. Les precipitacions anuals varien des dels 370 mil·límetres (mm) fins a més de 1.000 mm. Els hiverns són frescs i, en general, suaus a les zones baixes pròximes a la mar, però més forts a les muntanyes. Sovint hi han nevades inconvenients a algunes zones de la regió, com les darreres de gener de 2002, febrer de 2004 i gener de 2006, però no solen afectar l'àrea d'Atenes. La temperatura mínima absoluta de la regió és de 10,4 graus centígrads (°C) sota zero i fou registrada al barri atenenc de Votanikós, mentre que la temperatura més alta es registrà a l'aeroport de Tatoi amb uns 48 °C. Els incendis forestals i aiguats sobtats també són freqüents a la regió.

## Història
En l'antiga Grècia, la regió, en forma de triangle, limitava al nord amb Beòcia, a l'est amb la mar Egea, a l'oest amb Mègara (estrictament, part de l'Àtica) i al sud amb el golf Sarònic.
Els seus habitants s'anomenaven atenencs, nom que actualment només designa els habitants d'Atenes.
El seu nom podria derivar de la ciutat principal, Atenes, o bé d'Akte ('península') i el seu derivat Àktika, tot i que la llegenda atribueix el seu origen a Acteó, o a Atis, filla de Cranau, segon rei mitològic d'Atenes. El primer rei de l'Àtica fou Acteu.
L'actual regió fou instituïda l'any 1987 després d'una reforma administrativa i, fins al 2010, comprenia les 4 prefectures d'Atenes, Àtica Oriental, el Pireu i l'Àtica Occidental. Amb el programa Cal·lícrates de 2010, els poders i l'autoritat de les regions o perifèries foren completament redefinits i estesos. Des de l'1 de gener de 2011, les perifèries són la divisió administrativa de segon nivell de Grècia. Tot i ser controlada per l'Administració Descentralitzada de l'Àtica, la perifèria és ara un ens d'autogovern amb unes competències i presuposts comparables amb les antigues prefectures. Des d'aleshores, la perifèria es divideix en vuit unitats perifèriques.

## Administració i política

### Governadors
| Governador           | Inici | Fi   | Partit | Partit |
| Thánasis Tsimpúkis   | 1987  | 1989 |        | n/a    |
| N. Nikolarákos       | 1989  | 1990 |        | n/a    |
| Geórgios Vourdoumpas | 1990  | 1991 |        | ND     |
| Giánnis Sgourós      | 2011  | 2014 |        | MSP    |
| Réna Dúru            | 2014  | 2019 |        | CER    |
| Giórgios Patúlis     | 2019  | 2023 |        | ND     |
| Níkos Khardaliás     | 2023  |      |        | ND     |

### Assemblea
| Candidatura | Candidatura | 2010 | 2014 | 2019  | 2023 |
|             | MSP/MpC     | 61   | 12   | 17    | 10   |
|             | ND          | 12   | 7    | 38    | 51   |
|             | QCP-GI      | 8    | 4    |       |      |
|             | PCG         | 8    | 5    | 8     | 10   |
|             | CER         | 4    | 61   | 20    | 12   |
|             | RPO         | 3    |      |       |      |
|             | VE          | 2    | 1    | 2     |      |
|             | ED          | 2    | 1    | [ 4 ] |      |
|             | AD          |      | 6    | 6     | -    |
|             | ANT         | 3    | 1    | 2     | 0    |
|             | RG          |      | 2    | 3     |      |
|             | NM          |      | 1    |       |      |
|             | UP          |      |      | 1     | 0    |
|             | Ind         |      |      | 4     | 2    |
| Diputats    | Diputats    | 103  | 101  | 101   | 85   |
| Fonts:      |             |      |      |       |      |

## Cultura
- Antiga comèdia àtica, tragèdia àtica, ceràmica àtica…
- Numeració àtica